# Terapontidae
Terapontidae är en familj av fiskar. Terapontidae ingår i ordningen abborrartade fiskar (Perciformes). Enligt Catalogue of Life omfattar familjen Terapontidae 52 arter. 
Arterna förekommer i Indiska oceanen och västra Stilla havet samt i angränsande vikar och floder med bräckt vatten eller sötvatten. De största familjemedlemmarna når en längd av 80 cm. Deras föda varierar mellan andra fiskar, ryggradslösa djur och alger. Det vetenskapliga namnet är bildat av de grekiska orden tera, -atos (märklig varelse, monster, under) och pontios, -a (tillhörande havet).
Släkten enligt Catalogue of Life:
- Amniataba
- Bidyanus
- Hannia
- Hephaestus
- Lagusia
- Leiopotherapon
- Mesopristes
- Pelates
- Pelsartia
- Pingalla
- Rhynchopelates
- Scortum
- Syncomistes
- Terapon
- Variichthys